# Paulo da Grécia
Paulo (em grego: Παῦλος; romaniz.: Pávlos) (Atenas, 14 de dezembro de 1901 – 6 de março de 1964), foi Rei da Grécia e Príncipe da Dinamarca. Era o terceiro filho varão do rei Constantino I e de Sofia da Prússia e sucedeu seu irmão Jorge II no trono grego em 1947, reinando até sua morte. É pai da rainha emérita Sofia da Espanha e avô de Filipe VI, atual rei da Espanha.
Paulo cresceu num período de grande instabilidade na Grécia. Exilado com seus pais entre 1909 e 1911, o príncipe testemunhou em seu retorno o desenrolar do chamado "Cisma Nacional", que culminou com a abdicação de Constantino I durante a Primeira Guerra Mundial, em 1917. Após retornar de seu segundo exílio (1917-1920), a Grécia mergulhou em uma nova crise causada pela derrota na guerra contra a Turquia, em 1922. No ano seguinte, a república foi proclamada em Atenas e Paulo voltou a tomar o caminho do exílio. Privado de sua nacionalidade grega, ele recebeu um passaporte dinamarquês e viveu sucessivamente na Romênia, no Reino Unido e na Itália.
Sem ocupar nenhuma função ou posição oficial, Paulo passou por treze anos de relativa ociosidade, estudando piano, viajando incógnito num longo cruzeiro pelo Mar Egeu, frequentando clubes britânicos e também trabalhando como simples aprendiz de mecânica na indústria aeronáutica. Sua situação evoluiu  em 1935, com a restauração de seu irmão, o rei Jorge II, no trono grego. Como o soberano não tinha filhos, Paulo recuperou a posição de príncipe herdeiro e passou a ser pressionado a se casar para consolidar a dinastia. Ele anunciou em 1936 seu noivado com a princesa Frederica de Hanôver, o que gerou preocupação nas chancelarias ocidentais, que temiam que com este casamento o príncipe se tornasse um fantoche da Alemanha Nazi. A eclosão da Segunda Guerra Mundial, no entanto, tranquilizou os Aliados quando ficou claro que nem Paulo nem Frederica desejavam uma aliança com Hitler.
Após servir na frente de batalha em Epiro entre 1940 e 1941, Paulo deixou a Grécia com sua família durante a invasão do país pelas forças do Eixo. Apoiando o governo grego no exílio (presidido por Jorge II), Paulo passou o período da guerra entre Londres e o Egito, enquanto sua esposa e seus filhos buscaram refúgio na África do Sul. No final do conflito, a Grécia sofreu divisões políticas que levaram a uma brutal guerra civil, que impediu o retorno da família real ao país até 1946.
Em 1947, Jorge II morreu e seu irmão subiu ao trono. Desde o início, seu governo foi marcado pela Guerra Fria e pela oposição entre comunistas e conservadores. Com o término da guerra civil em 1949, Paulo trabalhou para reconstruir seu país e fortalecer os laços da Grécia com o bloco ocidental (Estados Unidos, Reino Unido) e seus vizinhos diretos (Turquia, Iugoslávia). Esta política de aproximação, no entanto, atinge seus limites após o início da crise de Chipre. A partir de 1950, o país experimentou um boom econômico e o turismo desenvolveu-se. No entanto, as tensões políticas permaneceram fortes, especialmente porque Paulo não hesitava em se opor ao governo eleito e era por vezes autoritário.

## Primeiros anos

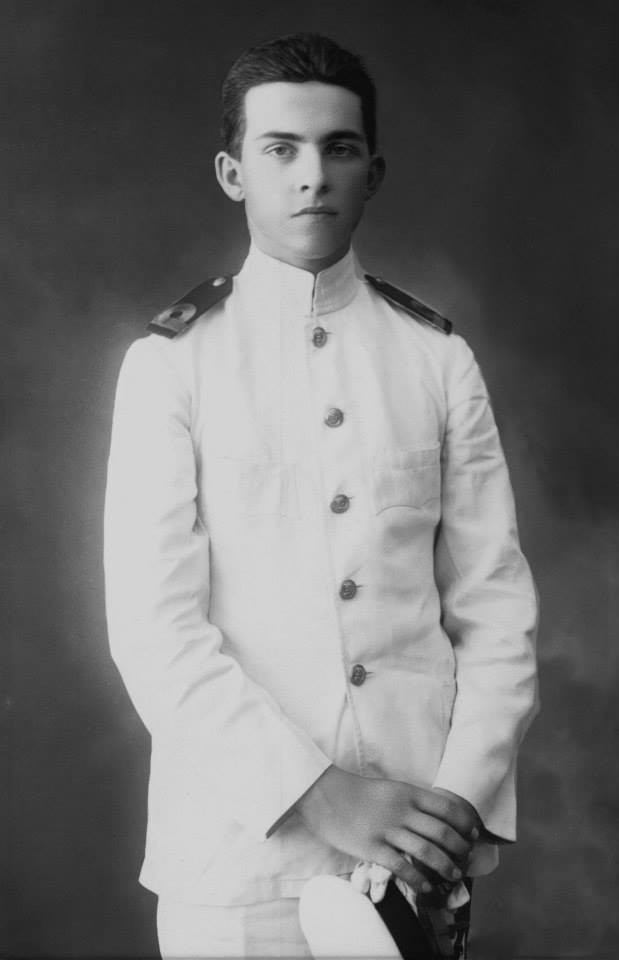
Príncipe Paulo da Grécia em uniforme naval em foto de 1921.

Nascido no Palácio Real de Tatoi, Paulo era o quarto filho (terceiro varão) do rei Constantino I da Grécia e sua esposa, a princesa Sofia da Prússia, filha do imperador alemão Frederico III e de Vitória, Princesa Real do Reino Unido. Dessa forma, o príncipe tinha a peculiaridade genealógica de ser o bisneto do rei Cristiano IX da Dinamarca – apelidado de "sogro da Europa" – e da rainha Vitória do Reino Unido – apelidada de "avó da Europa".
Membro de uma família cosmopolita com raízes na Alemanha, Dinamarca e Rússia, Paulo tinha o inglês como língua nativa e aprendeu o grego moderno apenas como segunda língua.

### Educação
Como terceiro filho do príncipe herdeiro Constantino, Paulo não estava destinado a ascender um dia ao trono helênico, e por isso sua formação foi mais sucinta do que aquela destinada a seus dois irmãos mais velhos. Sua educação teve a supervisão de tutores estrangeiros (principalmente do Dr. Hoenig, capelão pomerano de sua mãe) e professores universitários gregos escolhidos por seu bisavô, o rei Jorge I. A pedido de Sofia, a formação de Paulo também foi complementada entre 1911 e 1914 por cursos de verão na Saint Peter's Preparatory School for Young Gentlemen em Eastbourne, um internato destinado aos filhos da alta sociedade britânica. Aluno mediano nas disciplinas acadêmicas, o príncipe destacou-se sobretudo pela sua aptidão em trabalhos manuais, como a carpintaria.
Constantino havia destinado seu terceiro filho à carreira na marinha e chegou a entrar em negociações junto ao governo inglês para que Paulo pudesse ingressar na Marinha Real Britânica como cadete do Real Colégio Naval Britannia de Dartmouth ou do Real Colégio Naval de Osborne. Apesar do entusiasmo do jovem, que tinha grande interesse pelo mar, o projeto não pode se concretizar devido à eclosão da Primeira Guerra Mundial.

### Do "Golpe de Goudi" às Guerras Balcânicas

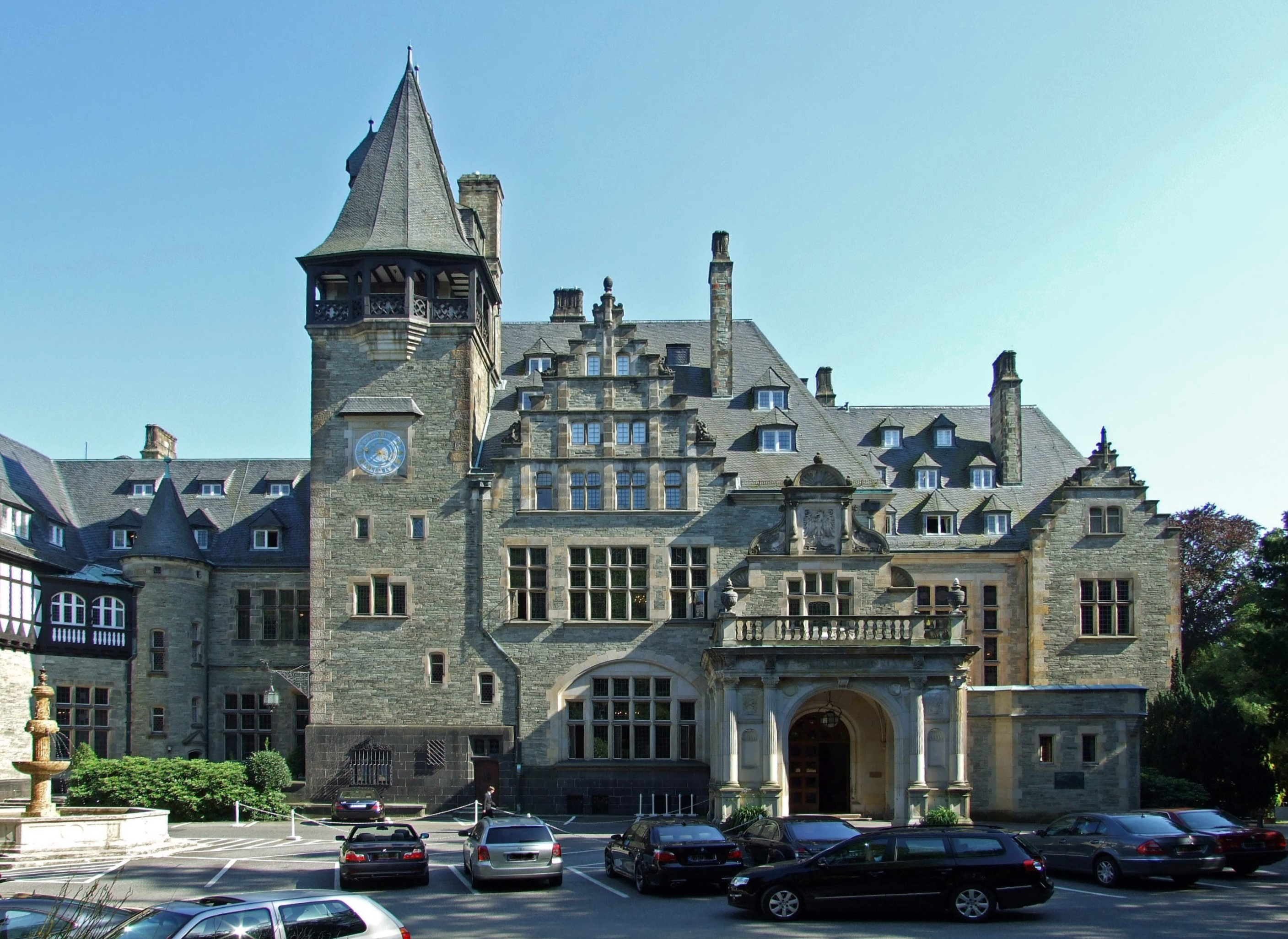
Palácio Friedrichshof, residência da princesa Margarida da Prússia e refúgio dos príncipes gregos no exílio.

Em 1909, Paulo tinha sete anos quando um grupo de oficiais gregos reunidos na "Liga Militar" organizou um golpe contra o governo de seu avô, o rei Jorge I. Esse evento ficou conhecido como "Golpe de Goudi", em referência ao bairro ateniense onde se localizava o quartel sublevado. Embora se declarassem monarquistas, os membros da Liga, liderados por Nikólaos Zorbás, exigiam que o soberano exonerasse seus filhos do exército. Oficialmente, os militares alegavam querer proteger a família real de ressentimentos provocados pela proximidade dos príncipes com alguns oficiais. No entanto, a realidade é que os insurgentes responsabilizavam o príncipe herdeiro Constantino pela humilhante derrota sofrida pela Grécia contra o Império Otomano em 1897 e consideravam que a família real monopolizava indevidamente os postos de comando do exército.
Neste ambiente turbulento, os príncipes renunciaram aos seus postos militares para evitar o constrangimento de serem destituídos pelo rei. Alvo das críticas mais severas, Constantino e sua esposa também deixaram a Grécia com seus filhos, indo buscar refúgio juntos aos Hohenzollern na Alemanha. A família passou vários meses no palácio da princesa Margarida – irmã mais nova da princesa Sofia – em Kronberg.
O exílio da família principesca estendeu-se até 1911, quando o novo primeiro-ministro grego, Eleftherios Venizelos, reintegrou os príncipes aos seus postos no exército. Pouco depois, entre 1912 e 1913, eclodiram as Guerras Balcânicas, ao final das quais o reino da Grécia conseguiu duplicar o tamanho do seu território. Durante esses conflitos, e apesar de contar apenas onze anos de idade, Paulo serviu pela primeira vez como cadete da marinha helênica.

## A Primeira Guerra Mundial e suas consequências

### O "Cisma Nacional" e a queda de Constantino I

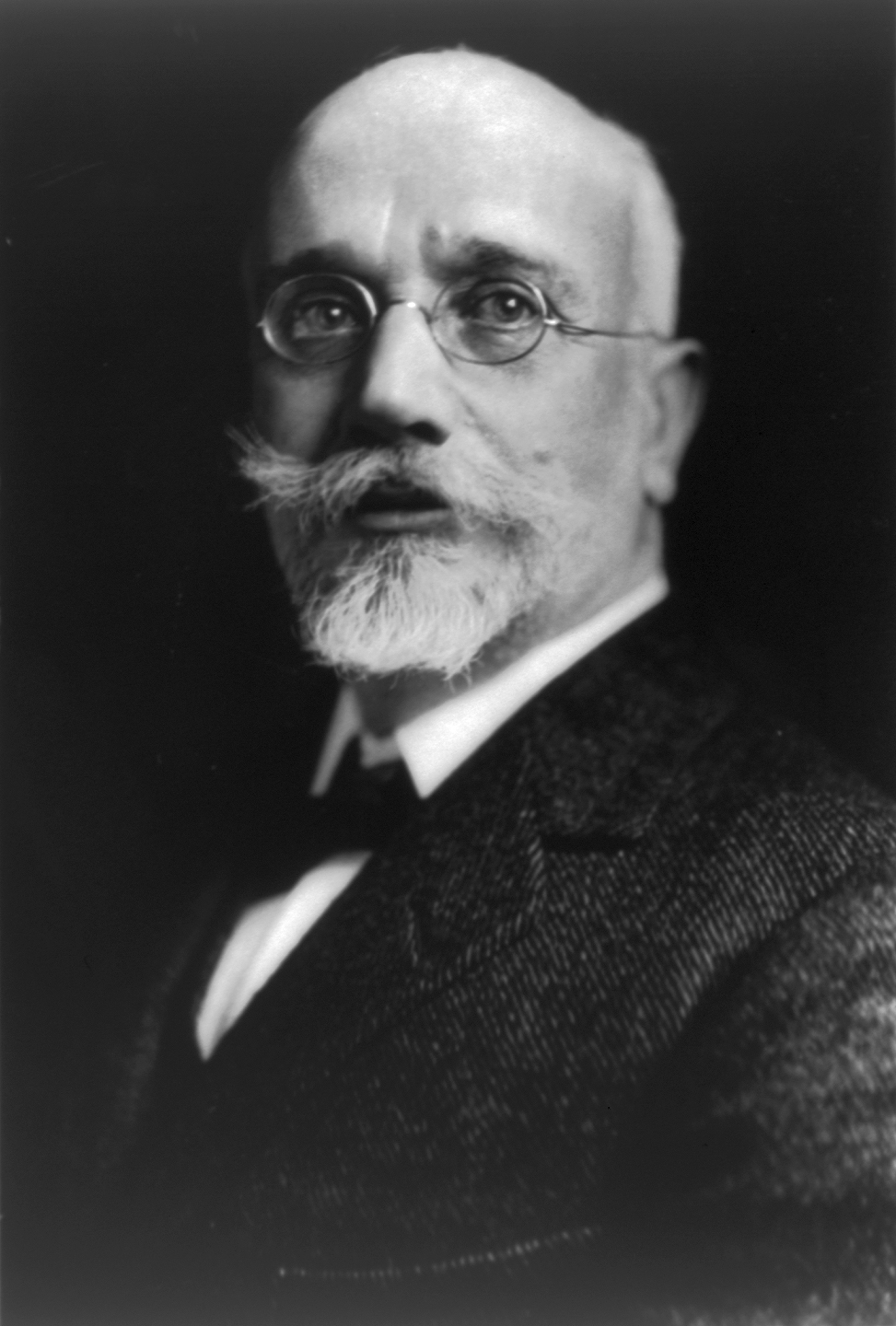
Elefthérios Venizélos, líder da oposição à família real (1919).

Ao assumir o trono após o assassinato de Jorge I em 1913, o pai de Paulo procurou manter a Grécia em posição de neutralidade durante a Primeira Guerra Mundial. O novo monarca considerava que seu país não estava preparado para participar de um novo conflito apenas um ano após o término da Segunda Guerra Balcânica. Entretanto, sua ligação com o kaiser Guilherme II - seu cunhado - e seu treinamento na Alemanha levaram os opositores de Constantino a acusá-lo de apoiar as potências centrais e de desejar a derrota dos Aliados. Logo o soberano rompe com o primeiro-ministro Eleftherios Venizelos, que está convencido da necessidade de apoiar os países da Tríplice Entente para unir as minorias gregas do Império Otomano e dos Balcãs ao reino grego. Protegido pelos países da Entente - em particular pela França -, o político cretense formou em outubro de 1916 um governo paralelo ao do monarca em Tessalônica. O centro da Grécia foi então ocupado pelas forças aliadas, levando o país à beira de uma guerra civil: o "Cisma nacional". Apesar dessas dificuldades, agravadas pelos problemas de saúde do soberano, Constantino I recusou-se a mudar sua política e enfrentou a oposição cada vez mais clara da Entente e dos venizelistas.
Finalmente, em 10 de junho de 1917, Charles Jonnart, o Alto Comissário da Entente na Grécia, ordenou ao rei que deixasse o poder. Sob a ameaça de um desembarque de aliados no Pireu, o soberano concordou em seguir para o exílio sem abdicar oficialmente. Como o acordo não visava estabelecer uma república na Grécia, um dos membros de sua família deveria sucedê-lo. Por sua vez, o príncipe herdeiro Jorge também foi considerado excessivamente germanófilo por, assim como seu pai, ter feito seu treinamento militar na Alemanha. O príncipe também era considerado um tanto flexível, apesar de ser exatamente um soberano fantoche que os inimigos de Constantino queriam levar ao trono. Após alguma hesitação, Venizelos e a Entente finalmente decidiram pelo outro irmão de Paulo, o príncipe Alexandre, como o novo rei dos helenos.
Assim que Alexandre subiu ao trono, em 10 de junho de 1917, a família real deixou o Palácio de Atenas. No dia seguinte, eles chegaram ao pequeno porto de Oropo e seguiram para o exílio. Foi a última vez que Paulo e sua família tiveram contato com Alexandre, que passou a viver virtualmente como refém dos venizelistas.

### Um segundo exílio entre a Suíça e a Alemanha
Depois de atravessar o mar Jônico e a Itália, Paulo e sua família estabeleceram-se na Suíça alemã, primeiro em São Moritz e depois em Zurique. Em seu exílio, a família real logo foi seguida por quase todos os seus parentes gregos, que deixaram Atenas quando do retorno de Venizelos à frente do gabinete e da entrada do reino helênico na guerra ao lado da Entente. A situação financeira dos Oldemburgo era difícil e Constantino I, que já vivia assombrado por um profundo sentimento de fracasso, não demorou a adoecer, chegando a contrair a gripe espanhola em 1918.
Apesar dessas dificuldades, os antigos soberanos gregos continuaram preocupados com a educação de seu filho mais novo. Após uma nova recusa do governo britânico para integrar Paulo à Marinha Real, Constantino e Sofia aceitaram a proposta do kaiser Guilherme II para o ingresso do príncipe na Marinha Imperial. Poucas semanas após sua chegada à Suíça, ele partiu para a Alemanha, onde se tornaria cadete.

A expansão territorial da Grécia entre 1832 e 1947. Os territórios anexados após a Primeira Guerra Mundial aparecem em laranja e amarelo, sendo que esses últimos foram perdidos após a Guerra Greco-Turca.

Após várias semanas de reciclagem numa escola preparatória alemã, Paulo ingressou na Academia Naval, em Kiel, onde seu treinamento seria supervisionado por seu tio, o príncipe Henrique da Prússia. No entanto, os motins que rebentaram na Marinha Imperial em novembro de 1918 provocaram o fechamento da academia, que foi abandonada por professores e alunos. À medida que a revolução se espalhava e os tronos germânicos foram sendo derrubados um após o outro, Paulo teve que retornar à Suíça. O príncipe acabou contraindo a gripe espanhola e foi com grande dificuldade que ele conseguiu encontrar sua família depois de vários dias viajando pela Alemanha.

### Sucessor de Alexandre?
Com o fim da Primeira Guerra Mundial e a assinatura dos Tratados de Neuilly e Sèvres, o reino helênico conseguiu importantes aquisições territoriais  na Trácia e Anatólia. No entanto, o país ainda estava longe de recuperar sua estabilidade após a partida de Constantino e as tensões entre Venizelos e a família real continuaram. A morte inesperada do jovem Alexandre, vítima de uma septicemia após uma mordida de macaco, causou uma séria crise institucional na Grécia.
O parlamento grego, recusando-se a proclamar a extinção da dinastia ao confirmar a exclusão de Constantino e de seu filho mais velho da linha sucessória, foi forçado a encontrar outro candidato para suceder Alexandre. Após alguma hesitação, em 29 de outubro de 1920, o primeiro-ministro enviou o embaixador da Grécia à Suíça, no Hotel Nacional de Lucerna, para encontrar-se com o príncipe Paulo. Uma vez sozinho com o jovem, o diplomata informou-o que ele era o novo rei dos helenos e que o povo o aguardava em Atenas. Um pouco desconcertado pelas notícias, o príncipe pediu ao diplomata um dia para refletir antes de responder ao anúncio do governo grego.
No dia seguinte, no entanto, Paulo enviou uma longa carta ao embaixador, na qual ele demonstrou sua recusa em ignorar as leis de sucessão à coroa. No documento, o jovem salientava que nem seu pai nem o príncipe Jorge haviam abdicado de seus direitos e que, naquelas condições, ele não poderia cingir uma coroa que não lhe pertencia legitimamente. Com o trono grego vago e a guerra contra a Turquia arrastando-se desde o ano anterior, as eleições legislativas se tornaram um conflito aberto entre os aliados de Venizelos e os do ex-rei Constantino. Em 14 de novembro de 1920, os monarquistas ganharam e Dimítrios Rállis tornou-se primeiro ministro. Derrotado, o político cretense decidiu seguir para o exílio. Antes de sua partida, no entanto, ele pediu à rainha-viúva Olga que aceitasse a regência até o retorno de seu filho ao trono.

## Da restauração à república

### Um regresso devastador da guerra contra a Turquia

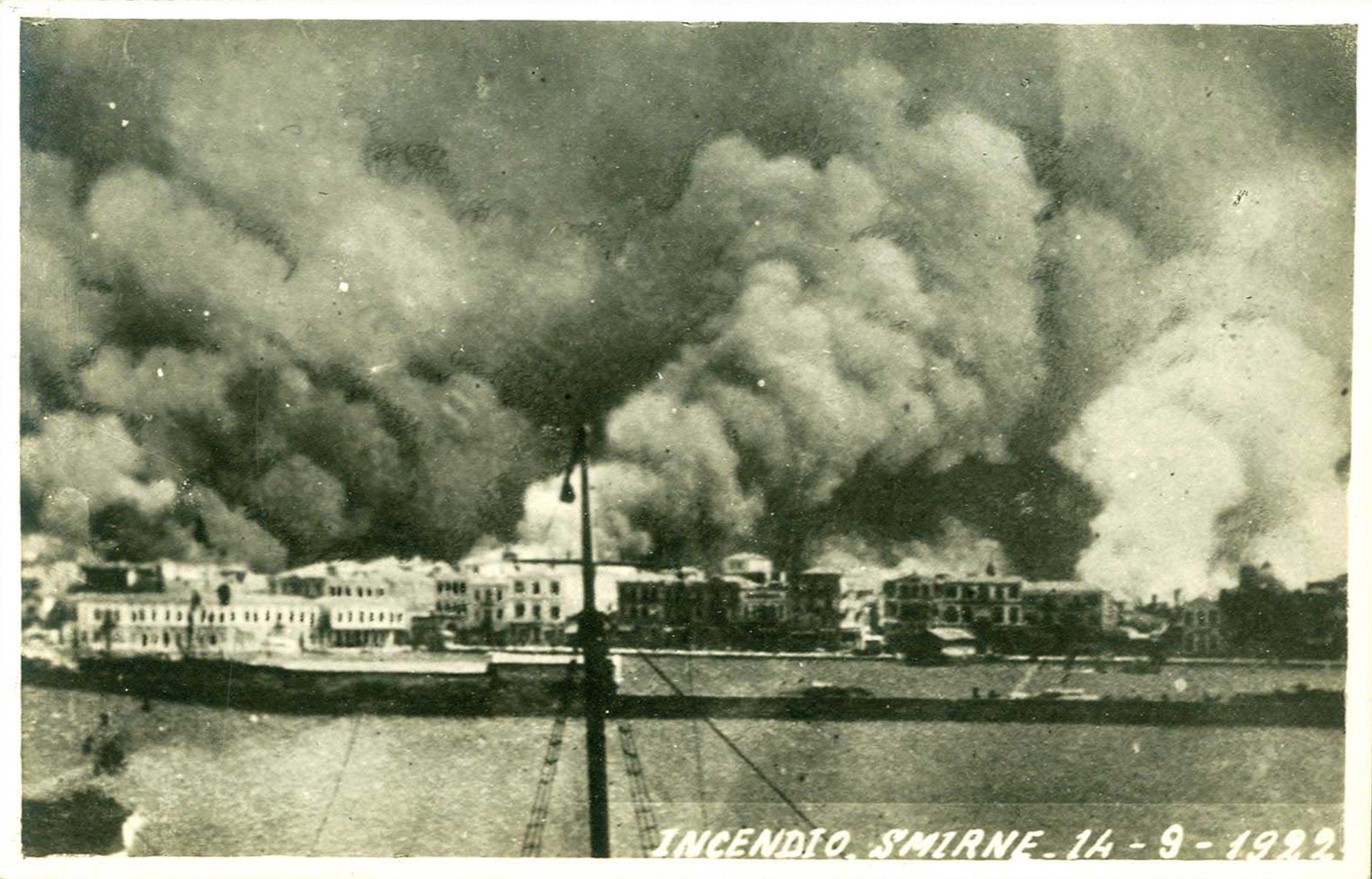
O grande incêndio de Esmirna, em 14 de setembro de 1922.

O retorno da família real à Grécia, em 19 de dezembro de 1920, foi recebido com grandes manifestações de júbilo popular. No entanto, a restauração de Constantino I não trouxe de volta a paz esperada pelo povo. Mais que isso, seu regresso ao trono impediu que o país recebesse o apoio das grandes potências na guerra travada desde 1919 contra a Turquia de Atatürk. De fato, os antigos aliados não perdoaram a atitude de Constantino durante a Primeira Guerra Mundial e não tinham nenhuma intenção de apoiá-lo. Quanto ao soberano, embora tenha se deslocado até a Anatólia em 1921 para elevar o moral das tropas helênicas, ele já não era mais o comandante dinâmico que levou seu país à vitória durante as guerras balcânicas de 1912-1913. Gravemente incapacitado pela pleurisia que o acometia desde a Grande Guerra, ele precisou retornar à Grécia continental já em setembro de 1921.
Paulo aproveitou seu retorno à Grécia para retomar seu treinamento na marinha. Ele ingressou na Academia Naval Helênica e ocupava um aposento no internato da escola, localizado no porto do Pireu. Após dois anos de curso, complementados por estágios de verão no mar, o príncipe foi promovido a segundo tenente em 1922. Ele então embarcou no cruzador Elli, onde serviu por vários meses sob as ordens do almirante Perikles Ioannidis (marido da princesa Maria da Grécia). Durante esse período, o príncipe teve poucas oportunidades de enfrentar o fogo inimigo, mas seu navio participou da evacuação de refugiados gregos otomanos que migraram para a costa da Anatólia após o grande incêndio de Esmirna e a derrota grega para os turcos.

### Príncipe herdeiro da Grécia

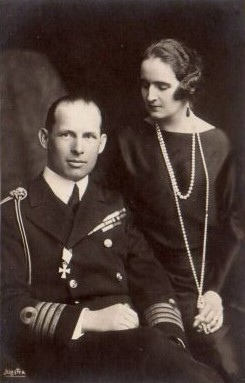
O rei Jorge II e sua esposa, Isabel da Romênia, em 1921.

Nesse difícil contexto, a propaganda venizelista e republicana encontrou novos ecos na Grécia. Em 11 de setembro de 1922, uma parte do exército liderada pelos coronéis Nikólaos Plastíras e Stilianós Gonatás sublevou-se e exigiu a abdicação de Constantino e a dissolução do parlamento.. Desejando evitar mais distúrbios e violência, o soberano finalmente abdicou em 27 de setembro de 1922, seguindo para o exílio em Palermo, Itália, com sua esposa e filhas. Seu filho mais velho o sucedeu sob o nome de Jorge II, mas ele herdou um país atormentado por enormes tensões políticas e submetido a um enorme afluxo de refugiados, vítimas da "Grande Catástrofe" ocorrida na Ásia Menor.
Paulo foi elevado à categoria príncipe herdeiro da Grécia, aguardando o hipotético nascimento de um herdeiro do novo casal real. Ele passou a dividir seu tempo entre seus deveres como tenente da marinha helênica e as estadias frequentes em Atenas, onde ele auxiliava o irmão e a cunhada em seu papel de representantes da monarquia. Após a morte no exílio do ex-rei Constantino, em 11 de janeiro de 1923, e a recusa do governo revolucionário em conceder-lhe um funeral oficial na Grécia, Paulo também foi instruído por Jorge II a organizar os funerais de seu pai na Itália.
Nesse contexto já turbulento, e à medida que a popularidade da monarquia continuava a diminuir, Paulo envolveu-se num acidente de carro que resultou na morte de um homem, o que criou um novo escândalo em torno da família real. Apesar do deplorável estado de suas próprias finanças, em grande parte reduzidas pelo conflito com a Turquia e a revolução, Jorge II foi obrigado a pagar aos familiares do falecido uma grande soma em dinheiro como compensação.

### Queda da monarquia e exílio

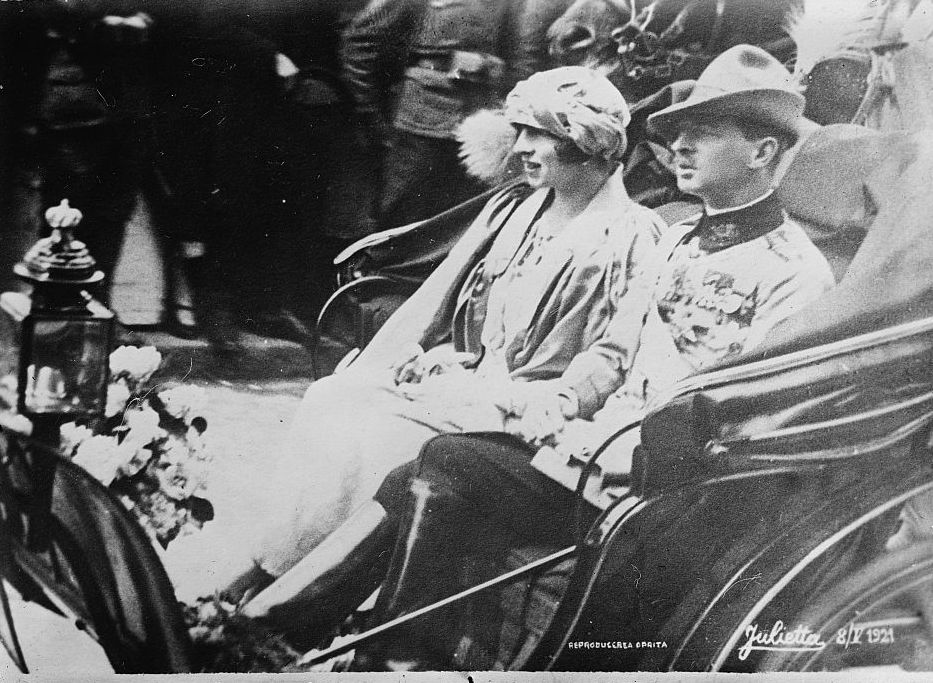
A princesa Helena da Grécia e o príncipe real Carlos da Romênia em 1921.

Após a vitória dos venizelistas nas eleições legislativas de 16 de dezembro de 1923, o primeiro-ministro Stilianós Gonatás pediu a Jorge II e sua família para deixar o país, enquanto a nova Assembléia Nacional deliberava sobre o futuro do regime. Encontrando-se em situação semelhante à de seu pai em 1922, o rei submeteu-se à pressão da classe política, mas recusou-se a abdicar. Ele então usou o pretexto de uma visita oficial à Romênia para se exilar com sua esposa, a rainha Isabel e o príncipe herdeiro Paulo, em 19 de dezembro de 1923.
A Segunda República Helênica foi proclamada pelo parlamento em 25 de março de 1924, antes de ser confirmada por um referendo duas semanas e meia depois. Oficialmente deposto e banido, Jorge II e seus familiares também foram privados da nacionalidade grega e tiveram seus bens confiscados pelo novo regime. Paulo - agora um apátrida como todos os membros da família real - recebeu de seu primo, o rei Cristiano X da Dinamarca, um novo passaporte.
Em Bucareste, Paulo foi acolhido por sua irmã Helena, infeliz esposa do futuro Carlos II da Romênia. No entanto, o príncipe cansou-se rapidamente da corte dos Hohenzollern-Sigmaringen e, uma vez que a república havia sido oficialmente proclamada em Atenas, ele finalmente deixou a Romênia para se instalar com sua mãe e suas irmãs Irene e Catarina. Passou muitos meses na Villa Bobolina de Fiesole onde, livre de todas as obrigações oficiais, dedicou-se à música e teve aulas de piano com um antigo concertista.

## Período errático

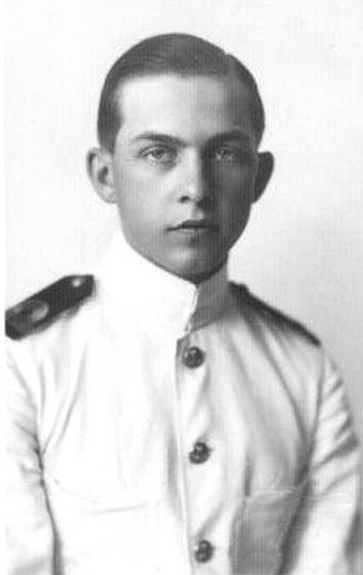
O príncipe Paulo em 1920.

#### Entre Coventry e Londres
Cansado da inatividade a que estava sujeito no exílio, Paulo deixou a Toscana dirigindo sua Lancia Lambda para se instalar em Londres, onde pretendia encontrar um emprego. Na capital britânica, ele reencontrou velhos conhecidos a quem pediu auxílio para ingressar no ramo da aeronáutica. Graças a Henry Drummond Wolff, Paulo finalmente conseguiu ser contratado como aprendiz de mecânico na empresa Armstrong Siddeley. Sob o pseudônimo "Paul Beck", ele alugou um quarto em uma casa na Clarendon Square, em Leamington, e viajava diariamente para Coventry, onde trabalhava na montagem de motores de aeronaves. Com o salário que recebia, ele ajudava financeiramente sua mãe, que permaneceu na Itália.
No entanto, após dez meses na Armstrong Siddeley, Paulo mudou-se Londres, instalando-se em um pequeno apartamento próximo à Estação Victoria. Convertido à moda do monóculo, o príncipe passou a levar uma vida ociosa, freqüentando a boa sociedade britânica. Ele tornou-se membro do Royal Air Force Club, na Piccadilly, e do Artists Rifles Association Club, na Craven Street. Ao mesmo tempo, freqüentava recepções, caçadas e regatas organizadas pela aristocracia, sem negligenciar o piano, que ele praticava com seu amigo tenente-coronel F. Alan Parker. Curioso por natureza, o príncipe também usava seu tempo livre para fazer novas experiências. Com um amigo médico no Hospital St Thomas, ele participou de cirurgias e descobriu com interesse o funcionamento de um moderno centro médico.

### Uma vida sentimental movimentada

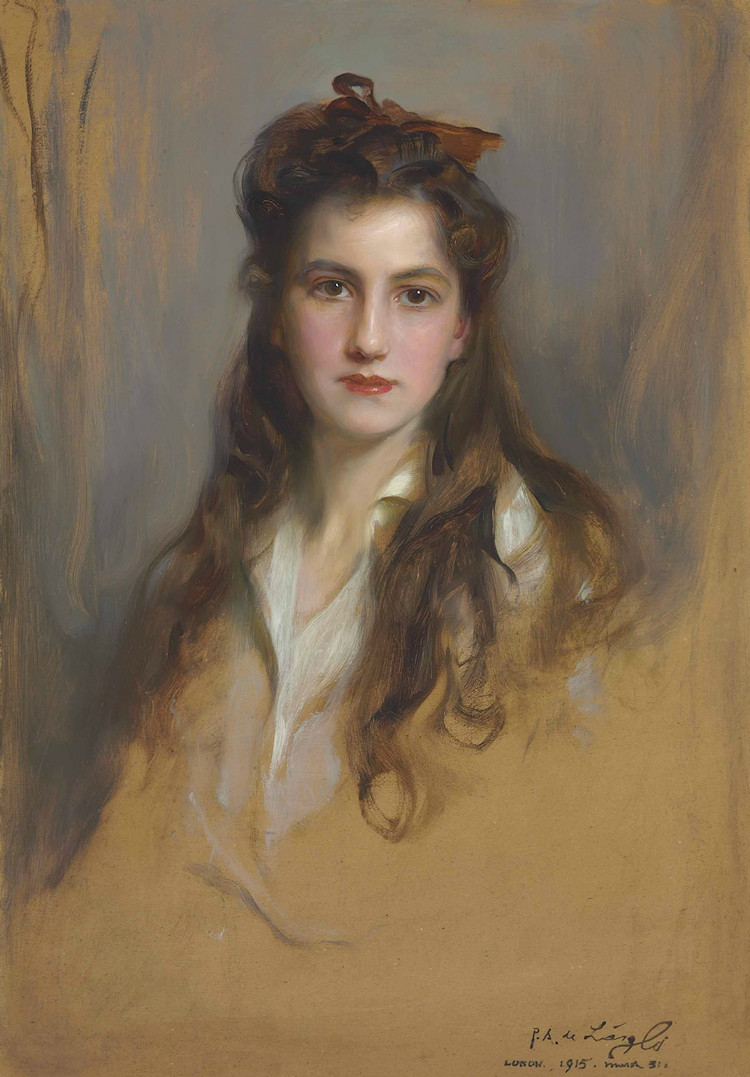
Princesa Nina Georgievna da Rússia, descrita como o primeiro amor de Paulo, em retrato de 1920.

Nesse período de mundanismo, Paulo conheceu uma jovem por quem logo se apaixonou. Como a ligação se tornasse cada vez mais séria, ele planejou formalizá-la com o casamento. Esta não foi, entretanto, a primeira vez que o príncipe pensou em iniciar uma família. Algum tempo antes da queda da monarquia helênica, ele pediu a mão de sua prima, a princesa Nina da Rússia, filha do grão-duque Jorge Mikhailovich e da princesa Maria da Grécia. No entanto, a jovem rejeitou educadamente a proposta para se casar com o príncipe georgiano Paulo Chavchavadze, em 1922.
Novamente, o projeto de casamento de Paulo foi adiado. Como sua nova namorada não pertencia ao universo das famílias reais, o jovem teve que enfrentar a oposição categórica de sua mãe, que recusava-se a ver outro de seus filhos contrair uma união desigual. Após chegar à Inglaterra, a rainha-viúva convenceu seu filho mais novo de que o casamento com uma plebeia colocava em risco a dinastia e reduzia suas chances numa possível restauração. Na verdade, com a falta de herdeiros por parte de Jorge II e Isabel, a possibilidade de Paulo suceder o irmão como chefe da família real era tida como certa. Confrontado com suas responsabilidades, o príncipe finalmente terminou seu relacionamento e abandonou durante muito tempo qualquer ideia de casamento.
Paulo teve um relacionamento homossexual com Denham Fouts, um gigolô estadunidense. Paulo e Fouts se conheceram em Londres, num evento na Tredegar House, enquanto Paulo vivia exilado na Inglaterra com seu irmão Jorge. Pouco depois, Paulo convidou Denham para um cruzeiro pelo Mediterrâneo. Ao mesmo tempo, Paulo da Grécia casou-se com a princesa alemã Frederica de Hanôver e se tornou pai de três filhos. Fouts visitava a Grécia frequentemente e Paulo dava escapadelas para se encontrar com o gigolô no hotel Grande Bretagne de Atenas. Sir Henry Channon, politico e jornalista britânico, escreveu em seu diário que Paulo era um "libertino bissexual" antes de seu casamento.

## Morte e legado

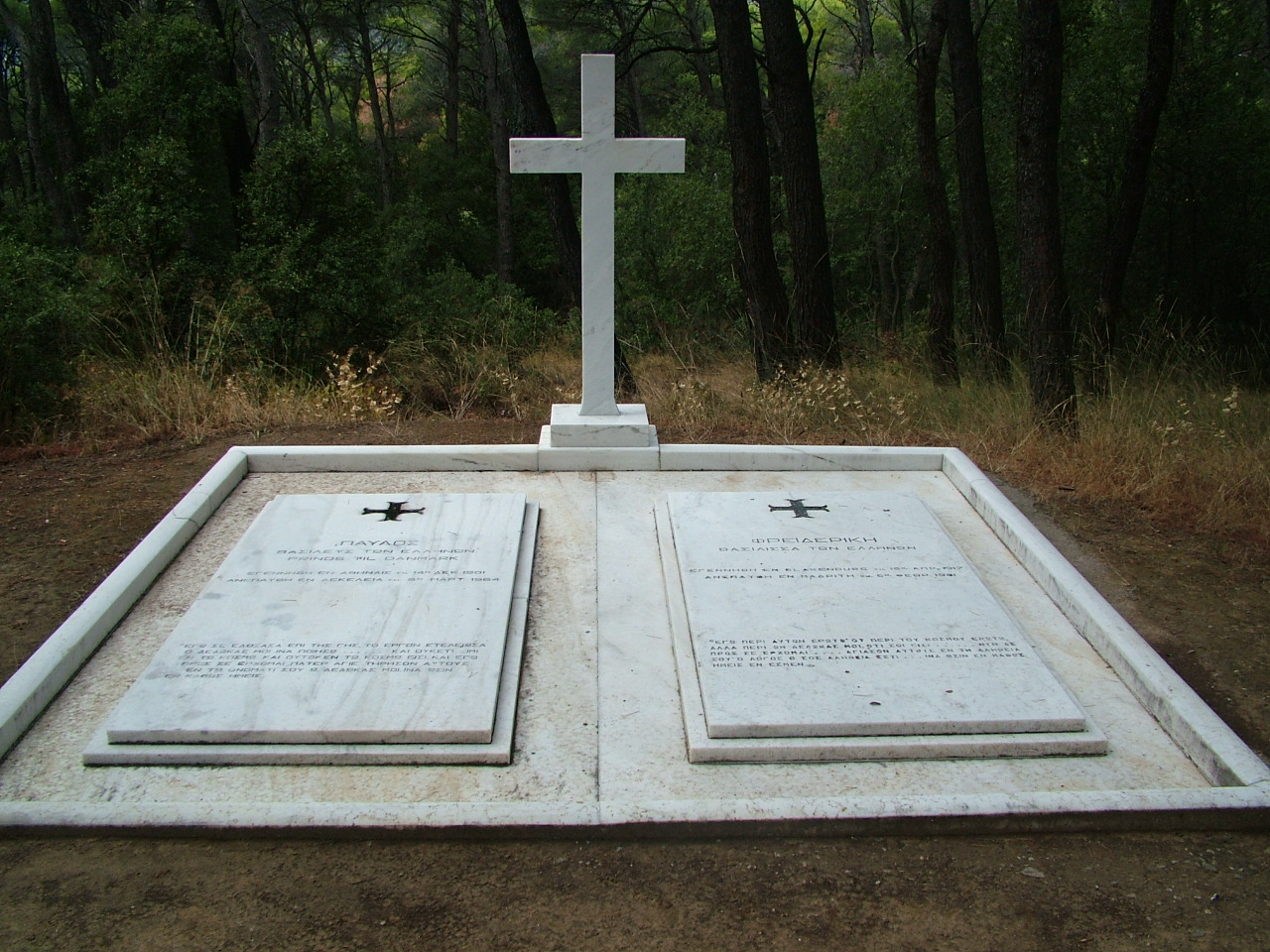
Túmulos de Paulo e Frederica da Grécia

Já em idade avançada, Paulo sofria de catarata, que forçou-o a se submeter a uma cirurgia em 1959. Em janeiro de 1964, os médicos de Paulo descobriram um câncer no estômago. Cada vez mais fraco, desde sua última viagem ao Reino Unido, o rei desmaiou na cerimônia de posse do primeiro-ministro Geórgios Papandréu em fevereiro do mesmo ano. Logo após este evento, seus médicos, durante uma operação de úlcera no estômago, notaram que seu câncer no estômago tinha se espalhado em direção a outros órgãos. Com a saúde completamente deteriorada, Paulo, assistido por sua esposa, faleceu em 6 de março de 1964, aos 62 anos, logo após uma nova cirurgia ser realizada.
Paulo foi enterrado no Cemitério Real do Palácio de Tatoi, nos arredores de Atenas. Em 2020, o seu túmulo, juntamente com o da esposa Frederica, foram profanados por vândalos.
Paulo teve três filhos com a prima Frederica de Hanôver, entre eles o ex-rei Constantino II da Grécia, deposto por um golpe militar em 1967, e a rainha-emérita Sofia da Espanha, consorte do rei-emérito Juan Carlos, e mãe do atual rei Filipe VI.

## Casamento e descendência
Paulo casou-se com a princesa Frederica de Hanôver, neta do imperador Guilherme II da Alemanha, no dia 9 de janeiro de 1938 em Atenas. Tiveram três filhos:
| Nome                        | Nascimento            | Casamento              | Casamento              | Seus filhos |
| Nome                        | Nascimento            | Data                   | Cônjuge                | Seus filhos |
| --------------------------- | --------------------- | ---------------------- | ---------------------- | --- |
| Sofia da Grécia e Dinamarca | 2 de novembro de 1938 | 14 de maio de 1962     | Juan Carlos da Espanha | Elena, Duquesa de Lugo Cristina da Espanha Filipe VI da Espanha                                                                                          |
| Constantino II da Grécia    | 2 de junho de 1940    | 18 de setembro de 1964 | Ana Maria da Dinamarca | Alexia da Grécia e Dinamarca Paulo, Príncipe Herdeiro da Grécia Nicolau da Grécia e Dinamarca Teodora da Grécia e Dinamarca Filipe da Grécia e Dinamarca |
| Irene da Grécia e Dinamarca | 11 de maio de 1942    |                        |                        | |